# Coripe
Coripe est une commune située dans la province de Séville de la communauté autonome d’Andalousie en Espagne.

## Géographie

### Localisation
La commune de Coripe est dans la comarque Campiña de Morón et Marchena, à la limite sud de la province de Séville.
Malaga est à 136 km sud-est ;
Marbella à 118 km sud-est ;
Algésiras et Gibraltar sont à 171 km sud ;
Jerez de la Frontera à 91 km sud-ouest ;
Cadix à 120 km sud-ouest ;
Séville à 79 km nord-ouest.
La Vía Verde de la Sierra (es), empruntant une ancienne voie de chemin de fer – et ses tunnels –, relie Olvera, Coripe et Puerto Serrano.

## Lieux et monuments

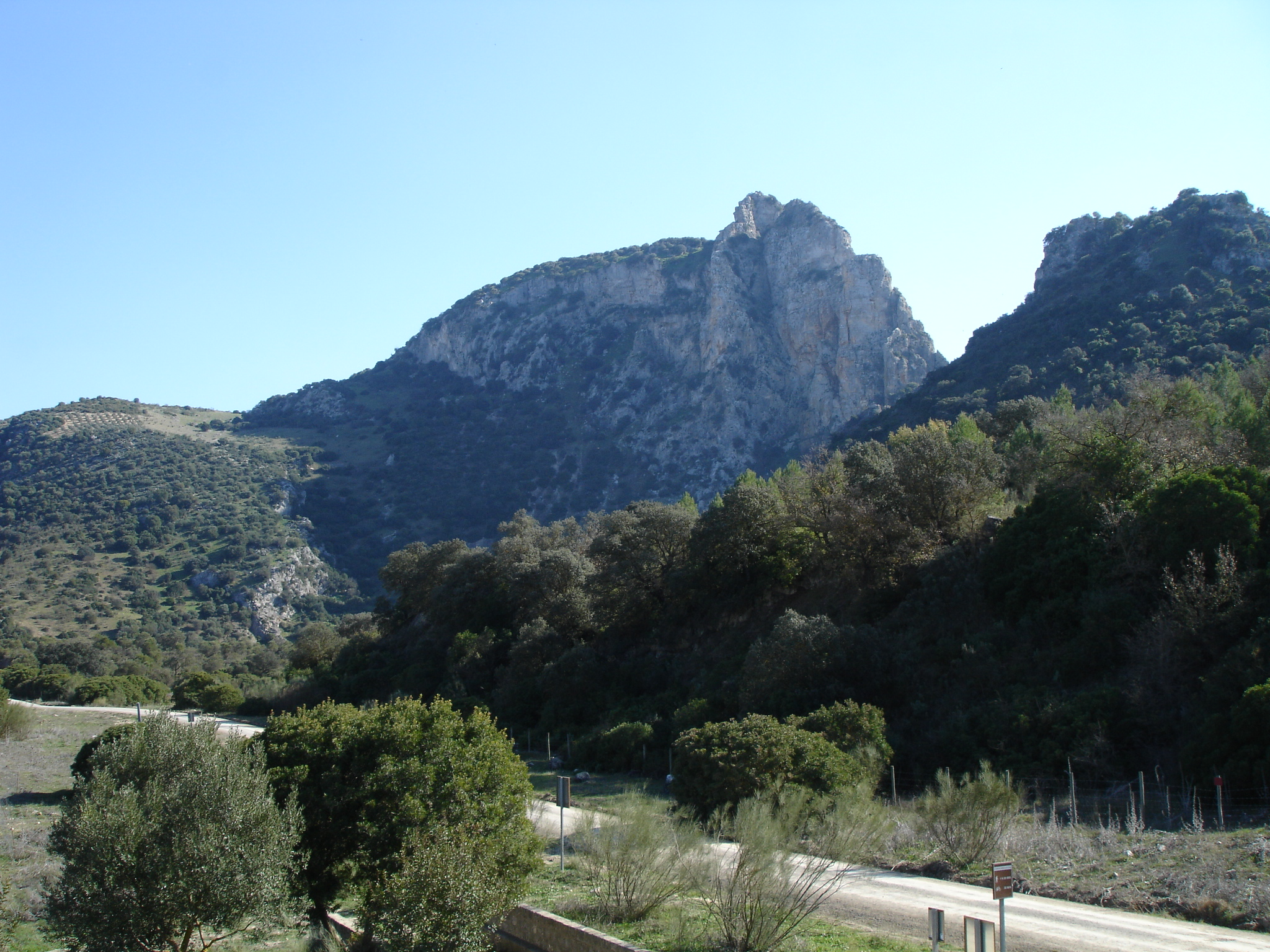
, à cheval sur Coripe et Olvera.

## Administration
| Période                                  | Période | Identité | Étiquette | Qualité |
| ---------------------------------------- | ------- | -------- | --------- | ------- |
| N/A                                      | N/A     | N/A      | N/A       | Maire   |
| Les données manquantes sont à compléter. |         |          |           |         |